# Hold That Tiger
Hold That Tiger es un álbum en directo de la banda Sonic Youth, grabado en 1987 y que principalmente contiene canciones del álbum Sister. Fue lanzado en vinilo en 1991, y posteriormente en CD en 1998.

## Lista de canciones
Todas las canciones escritas por Sonic Youth salvo que se diga lo contrario.
1. "Intro" - 00:43
2. "Schizophrenia" - 04:31
3. "Tom Violence" - 02:44
4. "White Cross" - 02:58
5. "Kotton Krown" - 04:05
6. "Stereo Sanctity" - 03:28
7. "Brother James" - 03:22
8. "Pipeline/Kill Time" - 04:04
9. "Catholic Block" - 03:55
10. "Tuff Gnarl" - 03:27
11. "Death Valley '69" - 4:50
12. "Beauty Lies In The Eye" - 02:40
13. "Expressway To Yr. Skull" - 04:33
14. "Pacific Coast Highway" - 05:00

Bonus Tracks - Covers de Ramones
1. "Loudmouth" - 02:02
2. "I Don't Want To Walk Around With You" - 01:34
3. "Today Yr. Love, Tomorrow The World" - 02:01
4. "Beat On The Brat" - 02:41